# بيسن
البِيسَن (من الأردية) أو دقيق الحمص هو دقيق بقل مصنوع من الحمص الشائع. وهو عنصر أساسي في مطابخ شبه القارة الهندية كما في المأكولات الهندية والبنغلاديشية والبُرمية والنيبالية والباكستانية والسريلانكية والكاريبية.

## الصفات
يحتوي دقيق الحمص أو البيسن على نسبة عالية من السكريات وألياف أعلى مقارنة بالدقيق الآخر، ولا يحتوي على الدابوق (الغلوتين) ويحوي نسبة أعلى من البروتين مقارنة بالدقيق الآخر.